# サンリオタイムネット
『サンリオタイムネット』は、1998年11月27日にゲームボーイで発売されたソフト。過去編（かこへん）・未来編（みらいへん）の2バージョンが同時リリースされた。『冒険時空タイムネット』のタイトルで漫画化もされた。

## ストーリー
ある日、主人公のパソコンに一通のメールが届いた。そのメールの送り主は、タイムネットの世界を救って欲しいと頼む。そして主人公はタイムネットの世界へ旅立つ。

## 概要
このゲームは「ときのかけら」と呼ばれるモンスターを、ゲットカード（レベル10まで）やデジカメというアイテムで捕まえ、何者かによって壊され、失われた「ときのはしら」とよばれる時間軸の修復をし、過去と未来に引き裂かれた世界を現在に戻すことを目的とするゲームである。なお、ストーリー完結後もすべての種類のときのかけらを集め終え、タイムネットの称号を得るまでゲームは続く。
発売当時、タイムサーファーなどのレアモンスターはイベント配布でしか入手できないため、モンスターのコンプリートにはイベント開催を待つしかなかった。後の2019年にレアモンスターが入手可能となる隠しコマンドが発覚し、モンスターのコンプリートが可能となった。

## キャラクター

### ゲームオリジナル
男の子
主人公を決める際に選ぶことが出来るキャラ。男の子を選ぶと、女の子がライバルとして現れる。
女の子
主人公を決める際に選ぶことが出来るキャラ。女の子を選ぶと、男の子がライバルとして現れる。
時の老人
タイムネットに住む謎の老人。本編では主人公をサポートすることが多い。
ザッキー
タイムネットを破壊しようとする本作の敵。その存在は謎に包まれている。名前の由来は『ドンラゴン』の「モンスターザッキー」。
謎の女の子
主人公がタイムネットへ旅立つ際に現れる。しかし、すぐさま姿を消してしまう。

### サンリオ（五十音順）
ゲーム発売当時の新旧サンリオキャラクターが、多数登場。スター・システムを採用している。
エンジェルキティ
「ピューロランド」に登場。「ウイングクリスタ」を返すと「ほしがたCD」と「アースウォッチ」を渡してくれる。
おはなちゃん（ぽこぽん日記）
過去世界の「しずかのもり」に登場。人間に化けて登場し、モンスター勝負を挑んでくる。
キキとララ（リトルツインスターズ）
未来世界と過去世界を繋ぐ「はしご」の番人。初登場時は何を言っているのか分からないが、「ほしがたCD」というアイテムを手に入れると言葉が分かるようになる。ちなみにキキは「ちえのき」、ララは「ときのいずみ」を司っている。
ギミーファイブ
未来世界の「キャンプじょう」でモンスター勝負を仕掛けてくる5人の男の子。
きんぎょちゃん（ハンギョドン）
過去世界の「いけ」に登場。モンスター勝負を挑んでくる。
グッドはな丸（バッドばつ丸）
未来世界の「スカイシティ」に登場。モンスター勝負を挑んでくる。
ゲーターギャグス
未来世界の「ちょすいち」に登場。モンスター勝負を挑んでくる。
けろっぴ、けろりーぬ（けろけろけろっぴ）
未来世界の「うんが」に登場。モンスター勝負を挑んでくる。
ゴロ・ピカ・ドン
過去世界の「てんくうのむら」に登場。ドンとのモンスター勝負に勝つと、「こうくうしゃしん」を渡してくれる。
セブン シリー ドゥワーフス
「はしご」がある未来世界の「うしなわれたたいりく」及び、過去世界の「しんたいりく」にいる7人の小人。このゲームでは、世界が過去と未来に裂けたショックで7人に分裂した設定となっている。モンスター勝負を挑んでくる。
たあ坊（みんなのたあ坊）
未来世界の「ウラニュームこうざん」に登場。モンスター勝負を挑んでくる。
タキシードサム
海賊団の団員として登場。モンスター勝負を挑んでくる。
ティラン、プテラ、ブロント（ウィアー ダイナソアーズ）
過去世界の「おがわ」にいる恐竜。モンスター勝負を挑んでくる。
てつなぎクマ
未来世界の「バイオのうえん」の南、過去世界の「のはら」の南の両方で序盤に2匹でとおせんぼをしている。
てるみ、まいこ、なおみ、とも（るるるがくえん）
過去世界の「ビッグシティ」にある、「がっこう」の女子生徒達として登場。よしことちえの2人は登場しない。なおみとのモンスター勝負に勝つと、「ソーラーバイク」を渡してくれる。
トゥイー ディー ドロップス
3匹の兎。海賊団の団員として登場し、一人ずつモンスター勝負をする。ちなみに、元々が海賊ルックをしているキャラクターである。
ドラくん、まじょちゃん、ミイラくん（ようかいきっず）
未来世界の「ゆうれいやしき」に登場。まじょちゃんとのモンスター勝負に勝つと、「ソーラーバイク」を渡してくれる。
ねずみこぞう（ボ・ボクねずみ小僧だい！）
未来世界の「ビッグいせき」の南、過去世界の「ビッグシティ」の南に、「ソーラーバイク」を手に入れていると登場する。モンスター勝負を挑んでくる。
パティ&ジミー
未来世界の「ベイシティ」でデートをしている女の子と男の子。話しかけると、モンスター勝負を挑んでくる。
バッドばつ丸
未来世界の「スカイシティ」にいるハッカー集団の親玉。モンスター勝負に勝つと、「こうくうしゃしん」を渡してくれる。
はなこ（ハンギョドン）
ハンギョドンロボの肩に乗って登場する。
バニラビーン
「タワー」に住む、世界の理を知る三人のうちの一人。デジカメを作ってくれる。
パピー（パタパタペッピー）
ハチの女の子。世界の理を知る3人のうちの一人。「もりのおく」に住んでいる。
ハローキティ
モンスターの回復をしてくれる休憩所や、アイテムを売るショップの受付として登場。後に出てくるベビーキティとエンジェルキティとは別のキャラクターである。
ハンギョドン
最後のダンジョン「マーズタワー」で勝負をすることになるモンスターとして登場（デジカメで捕まえることが出来る）。倒すたびに形態が変わり、ハンギョドン→グレートハンギョ→ハンギョドンロボとパワーアップしていく。
パンダバ（バッドばつ丸）
未来世界の「スカイシティ」に登場。モンスター勝負を挑んでくる。
ピーター デイビス
未来世界の「ビッグ遺跡」に登場。モンスター勝負を挑んでくる。このゲームではおじいさんと言う設定。
ピッケ（パタパタペッピー）
「もりのおく」の2階に森の番人として登場。
ピッケビッケ
未来世界の「バイオのうえん」に登場。モンスター勝負に勝つと、主人公を「スカイシティ」へと連れて行ってくれる。
プワワ、ポワワ
過去世界の「のはら」に登場。モンスター勝負に勝つと、主人公を「てんくうのむら」へと連れて行ってくれる。
ペッピー（パタパタペッピー）
「もりのおく」の1階に森の番人として登場。
ペックル（アヒルのペックル）
海賊団団長。世界の理を知る三人のうちの一人。モンスター勝負に勝つと、主人公を「はしご」がある大陸へと連れて行ってくれる。
ベビーキティ
未来世界の「ビッグいせき」、過去世界の「ビッグシティ」で会員制のお店を開いている。
ボゴ（ボゴ・ザ・シティボーイ）
「もりのおく」の入り口に森の番人として登場。
ぽこぽん（ぽこぽん日記）
過去世界の「しずかのもり」に登場。人間に化けて登場し、モンスター勝負を挑んでくる。
ポチャッコ
未来世界の「バイオのうえん」に登場。
マイメロディ
過去世界の「のはら」に登場。
ミミックマイク
過去世界の「みなとまち」に登場。モンスター勝負に勝つと、「スペシャルキー」を渡してくれる。
もんきち（おさるのもんきち）
過去世界の「ちかどうくつ」に登場。モンスター勝負を挑んでくる。

## アイテム・用語

### アイテム
アースウォッチ
訪れたことのある街に移動可能なアイテム。
ゲットカード
レベル10までのモンスターが捕獲可能なアイテム。消耗品。
デジカメ
モンスターのレベルに関係なく捕獲が可能なアイテム。ゲットカードと違い、使用しても無くならず何回でも使用可能。
フライトマシン
風の強い場所で使用すると飛べるアイテム。

### 用語
ときのかけら
所謂モンスター。捕獲して味方にしたり、敵トレーナーが繰り出してくる。
ときのはしら
時間を司る柱。この柱が壊れたことで過去と未来に世界が分かれてしまった。これの修復がゲームの目的のひとつとなる。

## タイムネットの世界
タイムネットの世界は、過去と未来に分かれている。たとえば過去編であれば、主人公はまず最初に過去へ行くこととなる。そして、その世界にどこかに過去と未来を行き来できる場所がある。ゲームをクリアすると、過去と未来を行き来できなくなり、現在という世界に留まることになる。

### 過去
のはら
おはなばたけ
てんくうのむら
ビッグシティ
がっこう
ちかどうくつ
しずかのもり
みなとまち
そうこがい
かいぞくせん
しんたいりく
あたらしきひょうざん
うみのしんでん
おがわ
いけ

### 未来
バイオのうえん
ビニールハウス
スカイシティ
ビッグいせき
ゆうれいやしき
ウラニュームこうざん
キャンプじょう
ベイシティ
ベイダンジョン
かいぞくせん
わすれられたたいりく
いにしえのひょうざん
うみのいせき
うんが
ちょすいいけ

### 同じ名称
タワー
もりのおく
ピューロランド
かせいきち
マーズタワー

## 評価
ゲットカードが「モンスターボール」、スキルパックが「わざマシン」といったように登場するアイテムのほとんどが『ポケットモンスター』と共通している他、「ノーマル」属性の攻撃が「れい」（ポケットモンスターでいう「ゴースト」）属性に無効化されるなど、類似点が非常に多い。モンスターとして登場している既存のサンリオキャラクターはハンギョドンのみであり、ハローキティやマイメロディなど、それ以外の既存サンリオキャラクターは一般のキャラクターとして登場しており、ポケモントレーナーと同等の立場としていることが非常に多い。本作のモンスターは基本的にサンリオキャラクターとしての扱いであり、大便をモチーフにしたモンスター、しぼんだ顔のグロテスクな老婆のモンスター、死んだ女の化粧と怨念がこびりついたモンスターなど、やや悪趣味なモンスターが多い。後に行われた「サンリオキャラクター大賞」（『いちご新聞』の項目を参照）にはこのゲーム独自のキャラクターは一切ノミネートされていない。

## ゲームスタッフ
HOLON
- 監督：CROSS（黒須一彦）
- シナリオ：やまださくらまる

Inspace
- キャラクターデザイン：いのうえヒサト

株式会社サンリオ
- エグゼクティヴプロデューサー・監修：つじしんたろう
- グラフィックスアドバイザー：さきやまゆうこ

イマジニア株式会社
- エグゼクティヴプロデューサー：かみくらたかゆき
- スーパーバイザー：たしろせいじ
- プロデューサー：うえのひでのり
- プロダクトマネージャー：いしかわけいこ
- ディレクター：たにごうもとあき
- セールスマネージャー：なかののぶひろ、わたなべよしかず
- マーケティングマネージャー：みつざわかいちろう
- プロモーションマネージャー：ほりきりただし
- アドバタイジング：まつもとじゅんいち
- プログラマー：ひらおまさき、もとやまてつや
- グラフィックデザイナー：せきちなおー、たなかよしお、ぎょうてん、うみうみ、けんに
- ミュージックコンポーザー：こうもとじろう
- コーディネーター：りのかたたかお、やましん
- コーディネート・サポート：はやしじゅん
- モニター：かみやあんこ、おおつのみこ、せんこうまたきち

duplex inc.
- パッケージデザイン：どうぞのしげなり
- スペシャルサンクス：もりゆうこ、かめがいやすし、かかわってくれたすべてのみなさん、キティちゃん

## 冒険時空タイムネット
1999年にスタート、『小学五年生』、『小学六年生』でそれぞれ1999年4月号 - 2000年2月号（小六では2000年2・3月合併号）にかけて連載された。また、『小学五年生』1999年3月号では予告編が掲載された。1999年4月号と2000年2月号（2・3月合併号）のみ小五・小六共に同じストーリー（第1話と最終話）が掲載されている（それ以外の号では全て別々のストーリーとなっている）。原作は山田桜丸、作画は征矢浩志。サンリオとの協力こそ受けてはいるものの、既存のサンリオキャラクターは一切登場せず、人間キャラクターやサンリオキャラクター扱いのモンスター達だけでストーリーが進行している。所々にお色気シーン・流血シーンがある。

### あらすじ
小宮市在住のトールとエールは、ある日理科の授業で見た映画にデジャビュを覚え、
この原因がタイムネットの世界の異変によることを、時の老人から告げられる。そして、トールは過去世界へ、エールは未来世界でモンスターを捕まえて時の柱を復元を目指して冒険がスタートする。

### 登場キャラクター

#### 人間
トール
主人公の男の子。過去世界へ行くことになる。
エール
もう一人の主人公の女の子。未来世界へ行くことになる。
時の老人
タイムネットに住む謎の老人。タイムネットの復元のため、人間界に住むトールとエールをタイムネットの世界へ連れ出す。
黒マント
タイムネットを征服しようとする悪者。ゲームオリジナルキャラクターのザッキーに相当する。元々は、タイムネットの創成者で普通の人間（女性、人間名:リナ）であったが、ある原因で黒マントに変身し、時の柱を破壊した。くまのペンダントを身につけている。『小学五年生』の1999年11月号から2000年1月号までは、本来の普通の人間（リナ）に変装しトール達を誘惑したことがある。また、『小学六年生』の1999年10月号でも本来の普通（リナ）の人間に変装した姿だと思われる人物が登場している（くまのペンダントを身につけていたことから。ただし、顔を見せることはなかった）。
リナ
タイムネットの創成者。黒マントに変身する前の本来の姿。くまのペンダントを身につけている。

#### モンスター
ヒューポ、ピカポチ、ウンチンボーヤ
トールの仲間モンスター。ウンチンボーヤのみ台詞がない。
イーピー、エレビ、チコット
エールの仲間モンスター。チコットのみ台詞がない。
プワトン
雲の形をしたモンスター。トールを時の柱を壊した犯人と見て、トールを襲いかかる。
バサディアン
ドラゴン系のモンスター。トールを時の柱を壊した犯人と見て、トールを襲いかかり、マンモを爆破させた疑いをかけられ長らくトールと対立していたが、マンモの復活により和解し、トール達と共に旅することになる。
レスクウォーカー
蛙のモンスター。未来世界から時のはしごを使って過去世界にやってくる。黒マントの命令でトールを懲らしめようとする。時の柱に戻されそうになるが、時の老人のくしゃみが原因でシールが取れ、未来世界へ落下してしまう。
ポンピューター
コンピューターの形をした狸モンスター。変装が得意であり、トールとエールを騙し不仲にさせる。語尾に「ポン」とつけて言う。

### 各話リスト
| 掲載号                                                          | 掲載号                                                          | 話数   | サブタイトル                          | 巻数 |
| --------------------------------------------------------------- | --------------------------------------------------------------- | ------ | ------------------------------------- | ---- |
| 『小学五年生』                                                  | 1999年4月号                                                     | 第1話  | 不思議の世界                          | 1    |
| 『小学六年生』                                                  | 1999年4月号                                                     | 第1話  | 不思議の世界                          | 1    |
| 『小学五年生』                                                  | 1999年5月号                                                     | 第2話  | 異世界への扉                          | 1    |
| 『小学五年生』                                                  | 1999年6月号                                                     | 第3話  | 地球に帰れない!?                      | 1    |
| 『小学五年生』                                                  | 1999年6月号                                                     | 第4話  | バサディアン来襲!!                    | 1    |
| 『小学五年生』                                                  | 1999年7月号                                                     | 第5話  | マンモとの友情                        | 1    |
| 『小学五年生』                                                  | 1999年8月号                                                     | 第6話  | 時の超人、タイムサーファー            | 1    |
| 『小学六年生』                                                  | 1999年5月号                                                     | 第7話  | ウンチンライダー誕生                  | 1    |
| 『小学六年生』                                                  | 1999年6月号                                                     | 第8話  | 失われた現在                          | 1    |
| 『小学六年生』                                                  | 1999年7月号                                                     | 第9話  | 正義の味方（?）レクスウォーカー参上!! | 1    |
| 『小学六年生』                                                  | 1999年8月号                                                     | 第10話 | 未来へ!                               | 1    |
| 『小学六年生』                                                  | 1999年9月号                                                     | 第11話 | “時のはしご”を探して                  | 1    |
| 『小学六年生』                                                  | 1999年10月号                                                    | 第12話 | エール絶対絶命!?                      | 1    |
| 『小学五年生』                                                  | 1999年9月号                                                     | 第13話 | 仲間割れだポン!                       | 2    |
| 『小学五年生』                                                  | 1999年10月号                                                    | 第14話 | タイムパラドックス                    | 2    |
| 『小学六年生』                                                  | 1999年11月号                                                    | 第15話 | カミサマの正体!?                      | 2    |
| 『小学五年生』                                                  | 1999年11月号                                                    | 第16話 | 浮遊都市スカイシティ                  | 2    |
| 『小学五年生』                                                  | 1999年12月号                                                    | 第17話 | “さまよえる村”を救え!                 | 2    |
| 『小学五年生』                                                  | 2000年1月号（途中まで）                                         | 第18話 | リナの影（シャドウ）                  | 2    |
| 『小学六年生』                                                  | 1999年12月号                                                    | 第19話 | 黒い創造主                            | 2    |
| 『小学五年生』2000年1月号（途中から） 『小学六年生』2000年1月号 | 『小学五年生』2000年1月号（途中から） 『小学六年生』2000年1月号 | 第20話 | さよならバサディアン                  | 2    |
| 『小学五年生』2000年2月号 『小学六年生』2000年2・3合併号        | 『小学五年生』2000年2月号 『小学六年生』2000年2・3合併号        | 第21話 | 終わり、そして始まり                  | 2    |

### 備考
トールとエールが住む小宮市は、東京都・八王子市の小宮町がモデルであると思われる。

### 単行本
- 第1巻 ISBN 4-09-149591-5 （1999年9月28日）
- 第2巻 ISBN 4-09-149592-3 （2000年3月28日）